# Сайтама

35°51′42″ пн. ш. 139°38′43″ сх. д. / 35.86167° пн. ш. 139.64528° сх. д.
Сайта́ма (яп. さいたま市, さいたまし, МФА: [sai̯tama ɕi̥]) — місто в Японії, в префектурі Сайтама.

## Короткі відомості
Розташоване в південно-східній частині префектури. Адміністративний центр префектури. Місто державного значення. Один з найбільших населених пунктів регіону Канто. Утворене 2001 року в результаті об'єднання трьох міст — Урава, Омія та Йоно, що виникли на базі середньовічних постоялих містечок. 2005 року поглинуло місто Івацукі, колишнє призамкове поселення на Ніккоському шляху. Адміністративний центр міста розташований в районі Урави. Віддалене від Токіо на 30 км. Відіграє роль міста-супутника столиці. Основою господарства є підприємства третинного сектора економіки. Станом на 1 жовтня 2008 площа міста становила 217,49 км². Станом на 1 січня 2009 населення міста становило 1 201 819 осіб.

## Етимологія
Назва міста походить від однойменних повіту та префектури.

## Географія

### Клімат
| Клімат м. Сайтама                          | Клімат м. Сайтама | Клімат м. Сайтама | Клімат м. Сайтама | Клімат м. Сайтама | Клімат м. Сайтама | Клімат м. Сайтама | Клімат м. Сайтама | Клімат м. Сайтама | Клімат м. Сайтама | Клімат м. Сайтама | Клімат м. Сайтама | Клімат м. Сайтама | Клімат м. Сайтама |
| Показник                                   | Січ.              | Лют.              | Бер.              | Квіт.             | Трав.             | Черв.             | Лип.              | Серп.             | Вер.              | Жовт.             | Лист.             | Груд.             | Рік               |
| Абсолютний максимум, °C                    | 18,7              | 25,5              | 25,4              | 31,2              | 33,3              | 35,9              | 38,7              | 37,9              | 37,4              | 32,1              | 25,6              | 25,1              | 38,7              |
| Середній максимум, °C                      | 9,2               | 9,9               | 13,1              | 19,0              | 23,2              | 26,0              | 29,8              | 31,5              | 27,1              | 21,6              | 16,2              | 11,7              | 19,9              |
| Середня температура, °C                    | 3,6               | 4,4               | 7,8               | 13,4              | 18,0              | 21,5              | 25,1              | 26,6              | 22,7              | 16,9              | 11,0              | 5,9               | 14,8              |
| Середній мінімум, °C                       | −1,5              | −0,6              | 2,8               | 8,1               | 13,4              | 17,7              | 21,5              | 22,9              | 19,2              | 12,8              | 6,2               | 0,8               | 10,3              |
| Абсолютний мінімум, °C                     | −7,8              | −8,7              | −5                | −2                | 4,8               | 11,5              | 14,7              | 17,1              | 9,5               | 3,6               | −2,4              | −6,7              | −8,7              |
| Середня кількість сонячних годин на місяць | 193,3             | 179,9             | 177,8             | 185,7             | 174,7             | 128,2             | 145,5             | 173,0             | 128,1             | 137,0             | 154,5             | 182,9             | 1960,9            |
| Норма опадів, мм                           | 37.4              | 43.1              | 90.9              | 102.3             | 117.3             | 142.4             | 148.1             | 176.3             | 201.8             | 164.9             | 75.7              | 41.1              | 1346              |
| Днів з опадами                             | 3,9               | 5,2               | 9,5               | 9,8               | 10,3              | 11,6              | 12,1              | 8,7               | 11,5              | 9,6               | 6,7               | 3,9               | 102,8             |
| ------------------------------------------ | ----------------- | ----------------- | ----------------- | ----------------- | ----------------- | ----------------- | ----------------- | ----------------- | ----------------- | ----------------- | ----------------- | ----------------- | ----------------- |
| Джерело: Метеорологічне управління Японії  |                   |                   |                   |                   |                   |                   |                   |                   |                   |                   |                   |                   |                   |

## Адміністративний поділ

Райони Сайтами

Сайтама поділяється на 10 міських районів:
1. ■ Івацукі
2. ■ Кіта
3. ■ Мідорі
4. ■ Мінамі
5. ■ Мінума
6. ■ Нісі
7. ■ Омія
8. ■ Сакура
9. ■ Тюо
10. ■ Урава

## Транспорт
Сайтама сполучається залізницею і автошляхами з Токіо. Аеропорт Хонда призначений для загальної авіації. Він не здійснює транспортних послуг. Поїздка від міжнародних аеропортів Ханеда і Наріта займає близько двох годин.
У зв'язку із проведенням у 2002 році Чемпіонату світу з футболу була продовжена лінія Токійського метрополітену Намбоку від станції Акабане-Івабуті до Урава-Місоно. Але за межами Токіо лінія називається Сайтамською залізницею.

## Освіта
- Сайтамський університет

## Міста-побратими
- Толука, Мексика (1979)
- Чженчжоу, КНР (1981)
- Гамільтон, Нова Зеландія (1984)
- Річмонд, США (1994)
- Нанаймо, Канада (1996)
- Пітсбург, США (1998)